# Lomont
Lomont är en kommun i departementet Haute-Saône i regionen Bourgogne-Franche-Comté i östra Frankrike. Kommunen ligger i kantonen Héricourt-Ouest som tillhör arrondissementet Lure. År 2022 hade Lomont 479 invånare.

## Befolkningsutveckling
Antalet invånare i kommunen Lomont
| Referens: INSEE |